# Herb powiatu łobeskiego
Herb powiatu łobeskiego – jeden z symboli powiatu łobeskiego, ustanowiony 17 grudnia 2004.

## Wygląd i symbolika
Herb przedstawia na tarczy dzielonej w literę „T” w polu górnym błękitnym żółto-białego pługa, w polu prawym żółtym dwa czerwone wilki w żółtych koronach, a w polu lewym czerwonym biały klucz.
Herb nawiązuje do przedwojennego symbolu powiatu Regenwalde. Pług symbolizuje prawo do podatków popłużnego i podymnego. Dwa czerwone wilki w żółtych koronach symbolizującą ród Borków, dawnych właścicieli tych terenów, natomiast biały klucz na czerwonym tle symbolizuje prawa do miasta.